# 1520 Imatra
1520 Imatra је астероид главног астероидног појаса. Приближан пречник астероида је 53,61 ,
а средња удаљеност астероида од Сунца износи 3,106 астрономских јединица (АЈ).
Инклинација (нагиб) орбите у односу на раван еклиптике је 15,241 степени, а орбитални период износи 2000,309 дана (5,476 година). Ексцентрицитет орбите астероида износи 0,099.
Апсолутна магнитуда астероида износи 10,00 а геометријски албедо 0,061.
Астероид је откривен 22. октобра 1938. године.